# 初識與告別之間
《初識與告別之間》（英語：Hello, Goodbye, and Everything in Between）是一部2022年Netflix原創美國浪漫喜劇劇情片，由邁克爾·立文執導，在他的導演處女作中，由班·約克·瓊斯和艾米·里德編劇。由熱門系列電影《愛的過去進行式》的製片人打造，改編自珍妮佛·E·史密斯的同名小說。它由塔莉雅·萊德、喬丹·費雪和阿優·埃德比里主演。這部電影於2022年7月6日在Netflix發行。
描述克萊兒和艾登在一場萬聖節派對上相遇，兩人約定好開始交往到上大學前不留遺憾、不心碎、不難過的分手。分手的前一晚艾登為克萊兒準備了一場具有紀念意義的約會。兩人一起回首在一起的日子，第一次見面、親吻和吵架。

## 劇情概要
克萊兒（塔莉雅·萊德飾）是一名高中生，最近搬回了西海岸的一個小鎮，她的老朋友史黛拉說服她參加萬聖節派對。與艾登會面，簡短交談後，他接管了舞台唱卡拉OK。
克萊兒和艾登（喬丹·費雪飾）立即產生了化學反應，一起離開了聚會，開始了一場約會。父母離婚後，她從一個州搬到另一個州，從來沒有交到很多朋友。因此克萊兒選擇專注於她的學業，成為一名幫助人們的律師。艾登則相反，從醫的父母無論在生活與婚姻關係都處於穩定狀態。雖然他想成為一名專業的音樂家，但他們寧願他成為一名醫生。
他們從從當地商店偷糖果到在步行回來時享受遊樂場。感覺到火花，艾登俯身親吻她，但克萊兒表示她現在不想要交男朋友（因為她的父母是高中戀人，結婚但很快就離婚了）。於是艾登提出分手協議：如果他們在明年夏天結束前仍然在一起，他們會在史詩般的最後一次約會後分手。這個計劃吸引了克萊兒，他們接吻並開始了一段高中戀情。
在夏末，克萊兒前往達特茅斯公路旅行的前一天，在與兩個家庭的燒烤會上，他們被告知放棄愛情太天真了。儘管如此，艾登已經計劃好了他們的最後一次約會，這完全出乎意料。他希望完美的夜晚能讓她選擇留下來。第一站是艾登老樂團的音樂表演。在他為她表演的第一次約會中，他們隨著歌曲跳舞，珍惜記憶。接下來，艾登帶克萊兒去冰上曲棍球場糾正錯誤。他們在那裡進行了第一次爭吵，因為他需要完美。他承認他當時撒了謊，他們一起打曲棍球。第三站是在快艇上，提醒一天做水上運動。克萊兒從木筏上跳下來，當她成功遊回木筏時，艾登承認了他對她的愛。她回答說：“輕鬆愉快。” 他們的朋友史考蒂說克萊兒已經飛了起來，為了凍結那段記憶，他給了她一個火箭形狀的鑰匙圈，背面寫著字。永無止境的愛意逐漸淹沒了克萊兒，她開始懷疑自己。在他們慶祝情人節的地方，她努力度過這一天，她給史黛拉發短信加入他們。
當艾登穿著燕尾服再次出現時，他看到史黛拉加入了他們本應是完美約會的行列。現在變成了與史黛拉和史考蒂的友好晚餐，當史考蒂提到他沒有標記學校的牆壁時，克萊兒堅持他們為他闖入學校。儘管克萊兒希望沒有人意識到她的意圖，但艾登要求史黛拉放棄這一行為，因為他知道克萊兒試圖轉移他們的浪漫約會。稍後克萊兒告訴史考蒂，她曾希望與艾登徹底決裂，但他認為這很困難。她相信他去夢想的大學伯克利會讓他更輕鬆。因為她對大學生活充滿期待。此時防盜警報響起，艾登在逃跑時弄傷了手。在醫院，他的母親照顧他。克萊兒發現他沒有被伯克利音樂學院錄取，非常憤怒。面對他不告訴她，厭倦了他的不誠實，她甚至懷疑他是否打算說再見。他們大部分時間都在聚會上分開。
當艾登表達對她的愛時，克萊兒不能說同樣的話。艾登傷心欲絕，覺得他們的關係真的結束了。克萊兒的母親幫助她意識到，如果在開始之前就決定了結局，那麼一段關係就無法奏效。克萊兒打算以正確的方式，結束與艾登之間的關係，她發短信給他見她。告白她的愛，他們一起游到浮標。之後，艾登承認他現在同意她的看法，即使這很痛苦。他推遲一年去洛杉磯追求音樂。
雙方結束關係後，克萊兒在第二天早上離開去新罕布什爾州，專注於她的學習，但會定期查看艾登的社交媒體更新。與此同時，艾登作為一名洛杉磯音樂家，他在網上發行了一首歌曲。決定在克萊兒的暑假期間再次見面，他們在公園裡見面，就像他們第一次見面時一樣。

## 演員

### 主要角色
来源：
| 演員                             | 角色            | 備註                                                                   |
| -------------------------------- | --------------- | ---------------------------------------------------------------------- |
| 塔莉雅·萊德 Talia Ryder          | 克萊兒 Clare    | 艾登的女朋友，一個不相信高中戀情可以走到最後的女孩。                   |
| 喬丹·費雪 Jordan Fisher          | 艾登 Aidan      | 克萊兒的男朋友，與她有著說好上大學前分手的協議。                       |
| 阿優·埃德比里 Ayo Edebiri        | 史黛拉 Stella   | 克萊兒的朋友。                                                         |
| 尼科·平賀 Nico Hiraga            | 史考蒂 Scotty   | 克萊兒和史黛拉的朋友。他似乎並沒有把生活看得太認真，而是試圖活在當下。 |
| 珍妮佛·羅伯森 Jennifer Robertson | 南西 Nancy      | 克萊兒的媽媽。                                                         |
| 派屈克·薩邦圭 Patrick Sabongui   | 史蒂夫 Steve    | 南西的男朋友。                                                         |
| 茱莉亞·本森 Julia Benson         | Claudia         | 艾登的媽媽，是一名放射科醫生。                                         |
| 艾娃・戴 Eva Day                 | Riley           | 艾登的姊姊。                                                           |
| 達利亞斯·布雷克 Dalias Blake     | Rick            | 艾登的爸爸，是一名心臟科醫生。                                         |
| 莎拉·格雷 Sarah Grey             | 柯麗特 Collette | 艾登舊樂團裡的團員。                                                   |
| 朱列·阿瑪拉 Djouliet Amara       | 泰絲 Tess       | 史黛拉的情人。                                                         |

## 製作
2020年9月，塔莉雅·萊德和喬丹·費雪加入了這部電影的演員陣容，邁克爾·立文將在班·約克·瓊斯和艾米·里德根據珍妮佛·E·史密斯的同名小說改編的劇本中完成他的導演處女作，喬丹·費雪將擔任執行製片人。2020年10月，阿優·埃德比里、尼科·平賀、珍妮佛·羅伯森、派屈克·薩邦圭、艾娃・戴、茱莉亞·本森、達利亞斯·布雷克、莎拉·格雷和朱列·阿瑪拉加入了電影的演員陣容。主體拍攝於2020年10月開始。

## 評價
在評論聚合網站爛番茄上，16條評論中38%的評論是正面的，平均評分為5.3/10。在Metacritic上，根據9位評論家的評分，這部電影的加權平均得分為54分（滿分100分），表明“評價不一或平均”。

## 外部連結
- 在Netflix上觀看《初識與告別之間》
- 互联网电影数据库（IMDb）上《初識與告別之間》的资料（英文）